# آلفرد گرین
آلفرد گرین (به انگلیسی: Alfred Green) کارگردان اهل ایالات متحده آمریکا که در ۱۱ ژوئیه ۱۸۸۹ میلادی در پریس، کالیفرنیا به دنیا آمد و در ۴ سپتامبر ۱۹۶۰ میلادی در هالیوود (کالیفرنیا) درگذشت.
او در سال ۱۹۱۷ میلادی با ساخت یک فیلم کوتاه، کارگردانی را آغاز کرد.
گرین در پیاده‌روی شهرت هالیوود دارای یک ستاره است.